# Kinnersley
Kinnersley is een civil parish in het Engelse graafschap Herefordshire.